# Khvājehlū
Khvājehlū (persiska: خواجه لو) är en ort i Iran.   Den ligger i provinsen Västazarbaijan, i den nordvästra delen av landet, 400 km väster om huvudstaden Teheran. Khvājehlū ligger 1 781 meter över havet och antalet invånare är 134.
Terrängen runt Khvājehlū är kuperad. Runt Khvājehlū är det ganska glesbefolkat, med 47 invånare per kvadratkilometer. Närmaste större samhälle är Shāhīn Dezh, 16,5 km nordväst om Khvājehlū. Trakten runt Khvājehlū består i huvudsak av gräsmarker.